# Kaldaðarnes
 (février 2012).
Si vous disposez d'ouvrages ou d'articles de référence ou si vous connaissez des sites web de qualité traitant du thème abordé ici, merci de compléter l'article en donnant les références utiles à sa vérifiabilité et en les liant à la section « Notes et références ».
Kaldaðarnes est une ancienne ferme islandaise située au bord du fleuve Ölfus, à 8 km à l'ouest de Selfoss. Pendant la Seconde Guerre mondiale et l'occupation britannique de l'Islande, une base militaire y est construite, RAF Kaldaðarnes. À la suite d'une inondation la base fut fermée, mais l'aéroport resta opérationnel.